# (3936) Elst
(3936) Elst es un asteroide perteneciente al cinturón de asteroides, descubierto el 16 de octubre de 1977 por Cornelis Johannes van Houten en conjunto a su esposa también astrónoma Ingrid van Houten-Groeneveld y el astrónomo Tom Gehrels desde el Observatorio del Monte Palomar, Estados Unidos.

## Designación y nombre
Designado provisionalmente como 2321 T-3. Fue nombrado Elst en honor al astrónomo belga Eric Walter Elst.